# Ossido di stronzio
L'ossido di stronzio è il composto inorganico di formula SrO. In condizioni normali è un solido bianco inodore. Chimicamente è un ossido fortemente basico.

## Struttura
L'ossido di stronzio è un tipico composto ionico. Cristallizza nella struttura tipo NaCl dove cationi e anioni hanno coordinazione ottaedrica. A pressione molto elevata (>36 GPa) si osserva una transizione di fase dalla struttura tipo NaCl a quella tipo CsCl, con una riduzione di volume del 13% circa.

## Sintesi
L'ossido di stronzio si prepara per decomposizione termica di altri composti di stronzio:
SrCO3 → SrO + CO2
Sr(OH)2 → SrO + H2O
Sr(NO3)2 → SrO + N2O5

## Reattività
L'ossido di stronzio è un composto stabile. Come base forte reagisce violentemente in acqua formando l'idrossido Sr(OH)2.

## Usi
L'ossido di stronzio è usato in smalti ceramici in alternativa a composti di bario e piombo che sono tossici. È usato nella fabbricazione di vetri speciali che rimangono incolori ma assorbono radiazioni ultraviolette. Questi vetri erano usati nel tubo a raggi catodici dei televisori. Serve inoltre come materiale di partenza per la sintesi di altri composti di stronzio.

## Tossicità / Indicazioni di sicurezza
SrO è un composto irritante e corrosivo per occhi, pelle e mucose. Non risultano informazioni su eventuali effetti cancerogeni.